# Joseph Hitier
Joseph Auguste Hitier (n. 7 septembrie 1865, Revelles, Picardie⁠(d), Franța – d. 10 aprilie 1930, Paris, Île-de-France, Franța) a fost un jurist și agronom francez

## Biografie
În 1886 a absolvit Facultatea de Drept din Paris. După o scurtă activitate de avocat este numit profesor de drept cutumiar la Facultatea de Drept din Grenoble, predând ulterior și  istoria dreptului francez, economia politică, legislația și economia rurală și alte cursuri.
Din 1906, devine profesor la Facultatea de Drept din Paris predând economia politică, științe financiare și legislația și economia rurală. În același timp, din 1912 până în 1921, a fost profesor de economie rurală la Institutul Național de Agronomie. 
În 1923, intră la Academia de Agricultură.

## Viața particulară
Joseph Auguste Hitier este fiul lui Joseph Hitier, un funcționar consular care și-a încheiat carieră ca consul general al Franței la Liverpool, după mai multe misiuni în reprezentanțele Franței în Orientul Mijlociu  și în China al Annei Vauchelet. Este fratele agronomului Henri Hitier⁠(d).
În 15 octombrie 1914, s-a căsătorit, la Limoges (Haute Vienne), unde era în convalescență după ce fusese rănit în bătălia de la Charleroi, cu Marie Louise Yvonne d'Aine Toustain de La Richerie, fiica secretarului de redacție al ziarului La Liberté.